# Seringueiras
Seringueiras est une municipalité brésilienne située dans l'État du Rondônia.